# Callicebus coimbrai
Titi de Coimbra
Espèce
Statut de conservation UICN

 EN B1ab(ii,iii); C2a(i) : En danger
Statut CITES
Le Titi de Coimbra (Callicebus coimbrai) est un singe du Nouveau Monde de la famille des Pitheciidae. Ce primate est endémique de la côte atlantique du Brésil.
Le nom de ce callicèbe découvert en 1994 et décrit en 1999 fait honneur au primatologue Adelmar Coimbra-Filho (en), fondateur et ex-directeur du Centre de Primatologie de Rio au Brésil.

## Répartition et habitat

Aire de répartition